# تيم شالر
تيم شالر (بالإنجليزية: Tim Schaller)‏ هو لاعب هوكي الجليد أمريكي، ولد في 16 نوفمبر 1990 في ميريماك في الولايات المتحدة.

## وصلات خارجية
- تيم شالر على موقع دوري الهوكي الوطني (الإنجليزية)
- تيم شالر على موقع EliteProspects.com (الإنجليزية)
- تيم شالر على موقع HockeyDB.com (الإنجليزية)
- تيم شالر على موقع Hockey-Reference.com (الإنجليزية)